# 粗榧
粗榧（学名：Cephalotaxus sinensis）是三尖杉科三尖杉属的植物，为中国的特有植物。其种加词“sinensis”意为“中华的”。

## 形态
常绿小乔木，高可达12米。线形叶子在小枝上紧密排成整齐两列，但叶柄螺旋排列。长2～5厘米，两面中脉隆起，下面有2条白色气孔带。雌雄异株；雄球花6—7聚生成头状；雌球花单生小枝基部苞腋，为腹面各有2胚珠的苞片所组成，有长柄。种子为肉质假种皮所包。花期4月，种子次年10月成熟。

## 分布
分布在中国大陆的秦岭以南大部省区的低山丘陵，生长于海拔600米至2,200米的地区，一般生长在山谷溪边、石灰岩山坡、沙岩山坡、石地、山坡、山坡林中、潮湿林中、山谷杂木林中、密林中、山谷和石坡，目前尚未由人工引种栽培。

## 别名
鄂西粗榧（中国树木分类学），中华粗榧杉、粗榧杉（中国裸子植物志），中国粗榧（中国树木学）

## 外部連結
- 粗榧, Cufei （页面存档备份，存于） 藥用植物圖像數據庫 (香港浸會大學中醫藥學院) （繁體中文）（英文）